# Marcel·lí Esquius i Garcia
Marcel·lí Esquius i Garcia (Barcelona, 1897 - Mont-roig del Camp, 1970) fou un empresari i promotor immobiliari i esportiu català.

## Biografia
Va néixer al carrer dels comtes de Bell-lloc de Barcelona, d'una família humil però que li proporcionà estudis primaris. En 1908 començà a treballar en una fàbrica de maons i després va aprendre l'ofici de fuster.
Afeccionat al ciclisme, cap al 1917 va quedar segon en una carrera del campionat del barri de Sants, superat només pel campió Josep Magdalena. Durant la dècada del 1940 va fer de pianista a diversos cinemes i cafès de Barcelona, com el cinema Liceo. Després va fer de viatjant comercial.
Es va casar amb Hortènsia Bifano Beltran i es va establir un temps a Perpinyà, on van crear una ebenisteria. Temps després van tornar cap a Barcelona i van crear un magatzem de fusta. Es van instal·lar a l'Hospitalet de Llobregat i van tenir cinc fills.
A finals de la dècada del 1940 deixà el negoci de la fusteria pel de la promoció immobiliària, i esdevingué un dels principals propietaris del barri de Pubilla Cases. El 1948 va construir el mercat de Can Vidalet i una pista de patinatge. Afeccionat a l'hoquei sobre patins, va fundar i presidir el Club Vidalet. També va organitzar la primera festa major del barri.
Cap al 1955 va marxar cap a Mont-Roig del Camp, on aconsegueix que la signatura Villamar del Infante li vengui 700 hectàrees a la província de Tarragona i mitjançant el cens emfitèutic el va anar partint en parcel·les i escripturant-les. Així va néixer Miami Platja, barri on es va establir fins a la seva mort. Cap al 1960 va organitzar-hi un homenatge a Alexander Fleming al que hi va assistir la seva vídua, lady Amalia Fleming, i el cònsol britànic a Barcelona.
El 1969 la secció ciclista de la Unió Esportiva de Sants li va imposar la seva insígnia d'or per la seva concessió anyal de premis per a la Volta Ciclista a Catalunya.
Porten el seu nom un carrer de l'Hospitalet de Llobregat, al costat del mercat de Can Vidalet, i una escola pública de Mont-roig del Camp.